# Taubenkasten

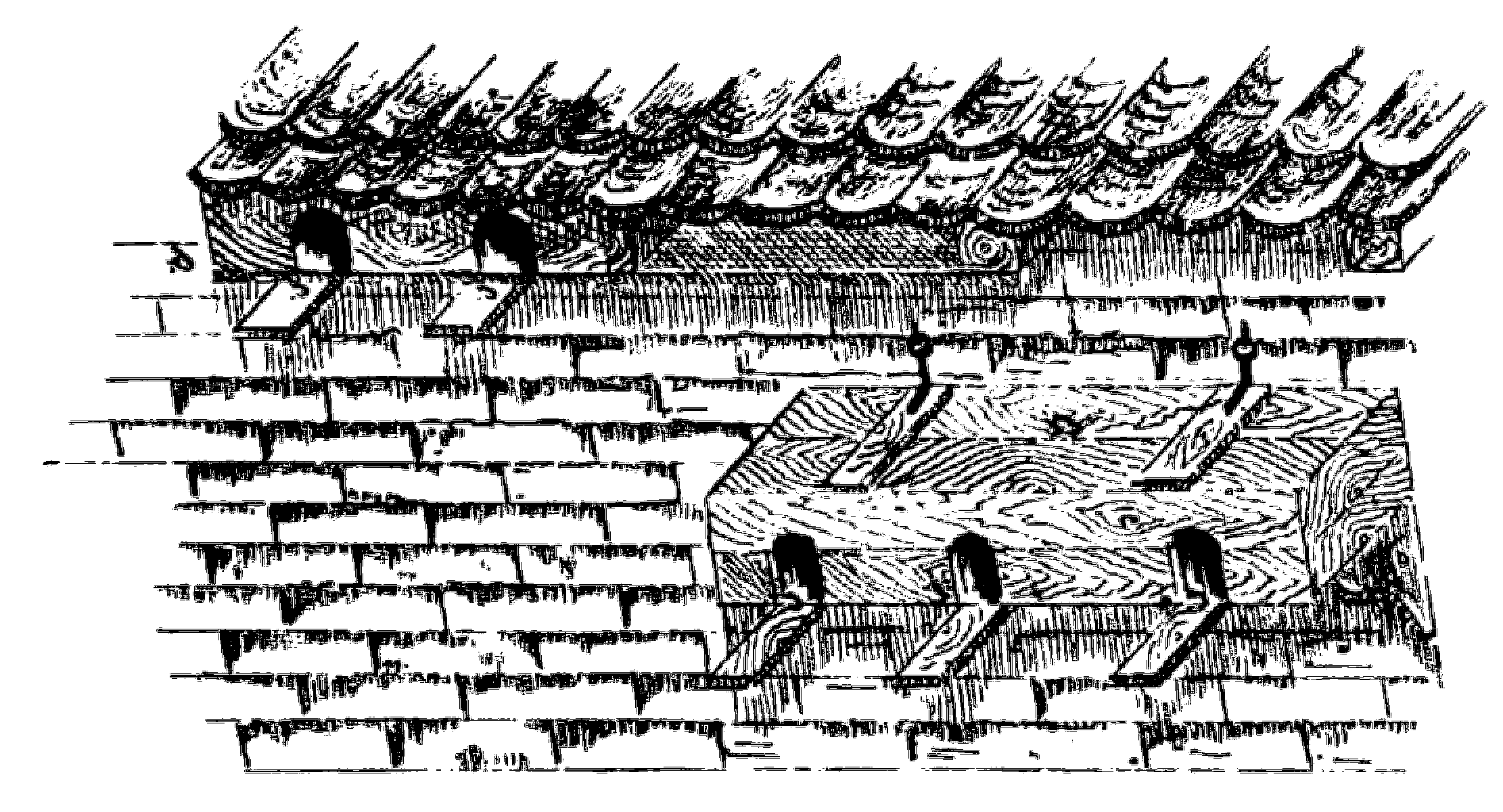
Taubenhöhlen (links oben) und Taubenkasten (rechts unten)
(Illustration von 1886 bei Bruno Dürigen)

Taubenkästen und Taubenhöhlen sind anstelle eines Taubenschlages an der Wand des Hauses oder Stalles hängende Nistkästen für Haustauben.
Heute werden gelegentlich Flugkästen und Transportkisten für Tauben vereinfachend als „Taubenkasten“ bezeichnet. Mitunter sind auch Taubenhäuser gemeint.

## Beschreibung
Gottlob Neumeister beschreibt Taubenkästen als „Behälter, die länglich viereckig aus Brettern zusammengeschlagen, an den Wänden reihenweis[e] übereinander befestigt werden und mit Fluglöchern und Trittbrettern versehen sind, wobei die Mauer oder Wand die Stelle der Rückwand vertritt.“ Eine Reihe Taubenkästen war gewöhnlich dreißig Zentimeter hoch, ein einzelnes Fach sechzig Zentimeter breit. In der Mitte des Kastens war ein viereckiges oder oben bogenförmiges Loch als Flugloch ausgeschnitten. Für Taubenrassen mit feldtaubenähnlicher Gestalt, wie Farbentauben, war dieses Loch zehn mal fünfzehn Zentimeter groß. Für größere Rassen waren Kasten und Flugloch entsprechend größer ausgelegt.
Laut Buhle soll es auch aus Weiden geflochtene Taubenkästen gegeben haben.
Nach Johann Christian Gotthard waren Taubenkästen um Halle vor allem als Taubenhöhlen bekannt.
Bruno Dürigen beschreibt Taubenhöhlen als Taubenkästen, die unter die über die Gebäudewand hinausragenden Dachsparren angebracht werden, indem die überstehenden Enden vorn und unten mit Brettern verschlagen werden.

## Anbringung
Meist wurden Taubenkästen und Taubenhöhlen an einer wettergeschützten Ostwand angebracht. An Westwänden angebrachte Taubenkästen waren dem Wetter, Regen und Wind, ausgesetzt und wurden von den Alttauben häufig verlassen, so dass die darin sitzenden Küken „sehr leicht“ starben. Zum Schutz vor Kälte und Regen und der Vermehrung von Ungeziefer waren alle Ritzen dieser Kästen sorgfältig mit Kalk zu verstreichen.

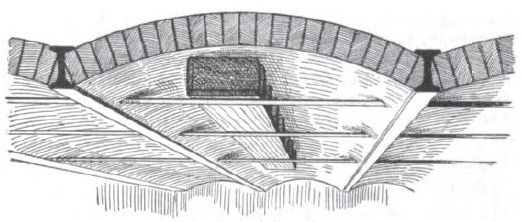
Taubenbrutkästen in der Deckenwölbung eines Stalles
(Illustration von 1906, Dürigen)

Ähnliche Höhlen wurden auch im Innern der Tenne oder eines Viehstalles angelegt. Für einen Stall des Gutes Baersdorf bei Bojanowo ist ein solches Gestell belegt, das im Winter mit einigen Paaren junger Tauben besetzt wurde. Im warmen Stall brüteten sie auch über den Winter und lieferten Jungtauben für die Küche.

## Eignung
Taubenkästen eignen sich in der Regel nicht als Taubenunterkünfte. Ähnlich dem Taubenhaus bieten sie den Haustauben nur unzureichenden Schutz vor Witterungseinflüssen, Haarraubwild (Marder, Iltis, Wiesel, wildernden Katzen), Krähen und Elstern. Sie lassen sich nur schwer reinigen und schlecht desinfizieren und sind daher gute Brutstätten für Ungeziefer. Die Tauben selbst fühlen sich durch das Anlegen einer Leiter gestört, verlassen das Nest und ergreifen die Flucht. Das Fangen und Pflegen erkrankter Tauben ist nur schwer möglich.
Taubenmist kann zudem schnell außerordentlich heiß werden und so waren die unter dem Dachsims angebrachten Taubenkästen mitunter auch Ursache von Hausbränden.

## Galerie

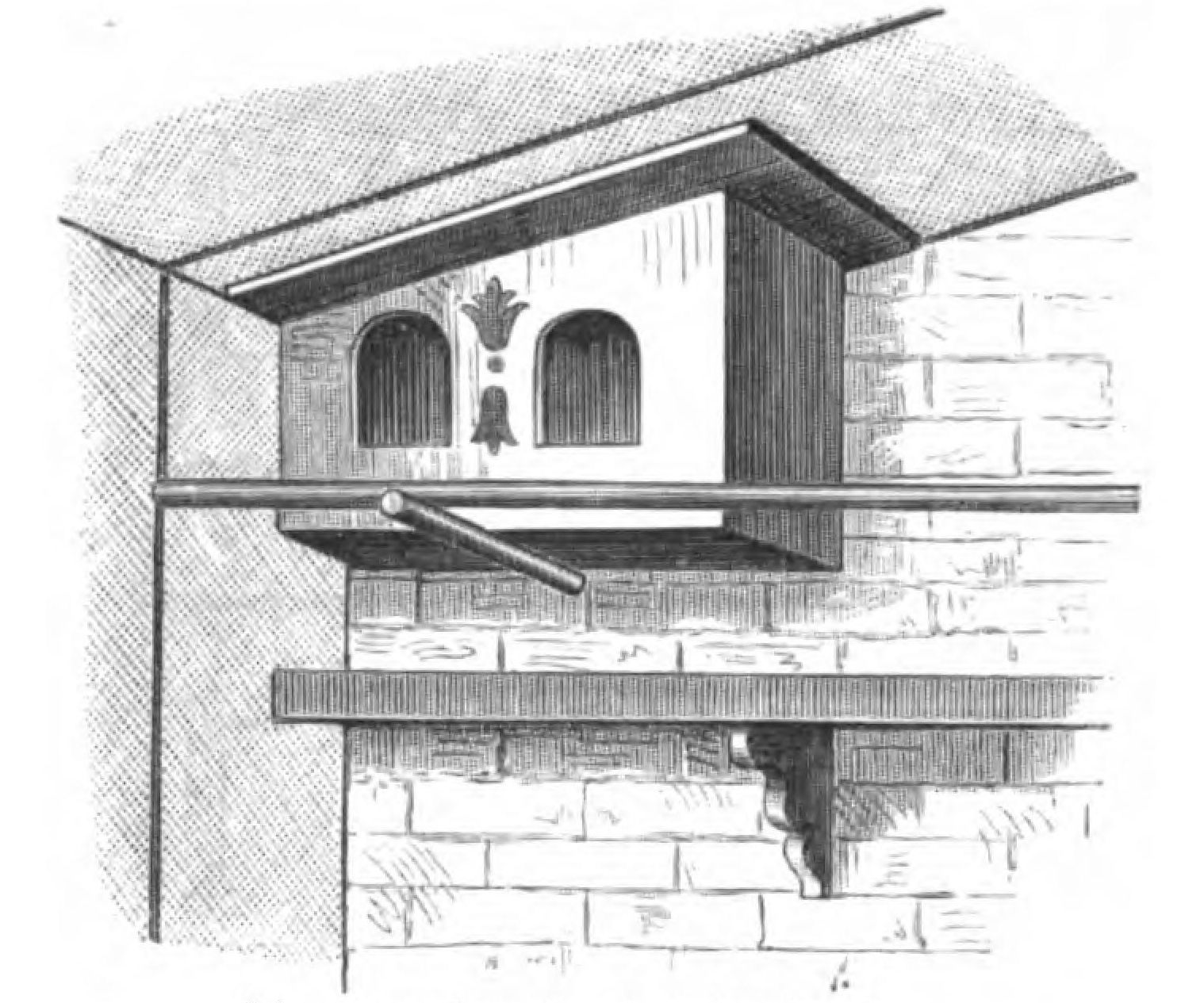
Bruthäuschen für (Zier-)Tauben (Illustration von 1886, Dürigen)
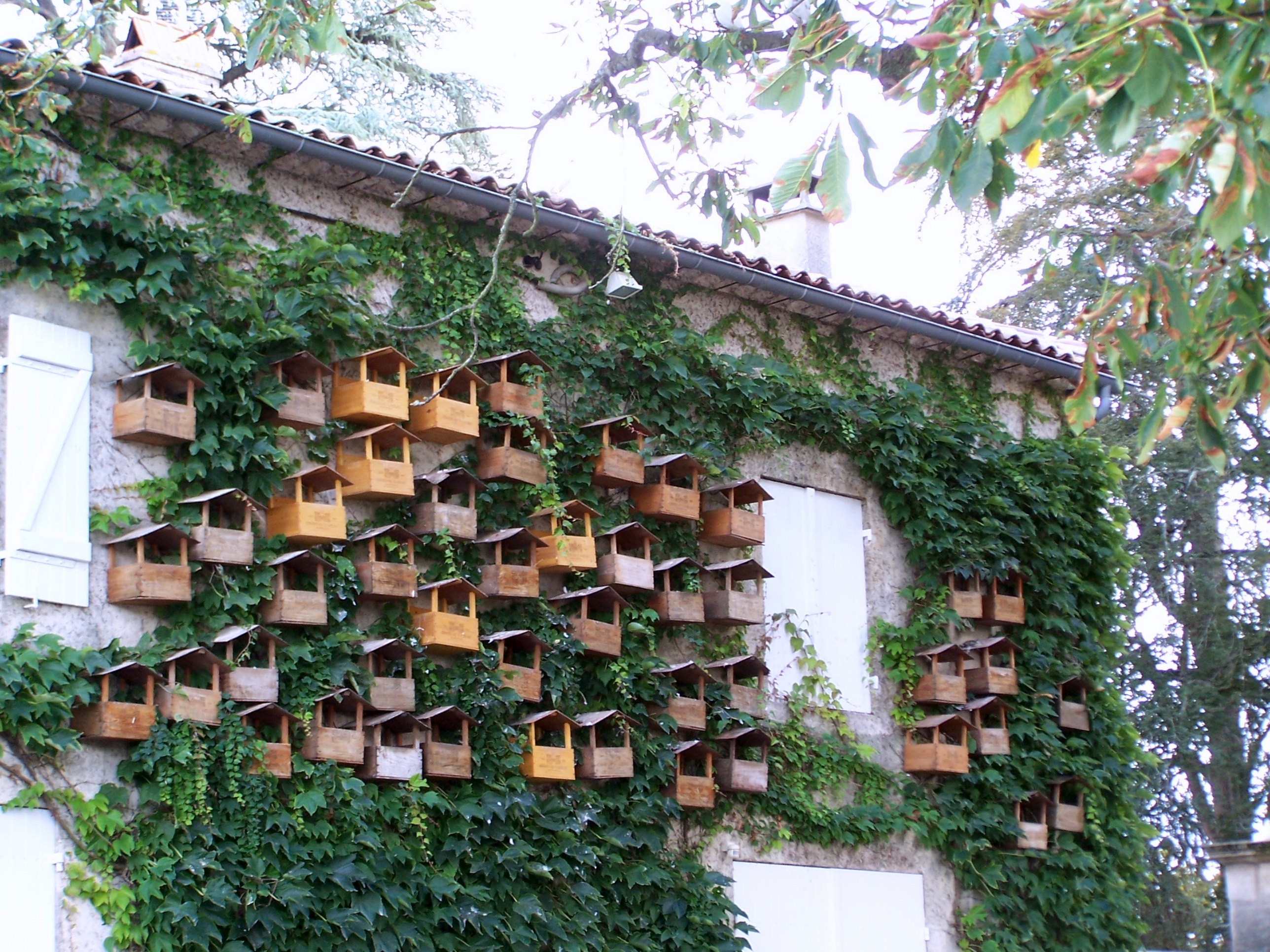
Taubenkästen in Gornac (Département Gironde, Frankreich)
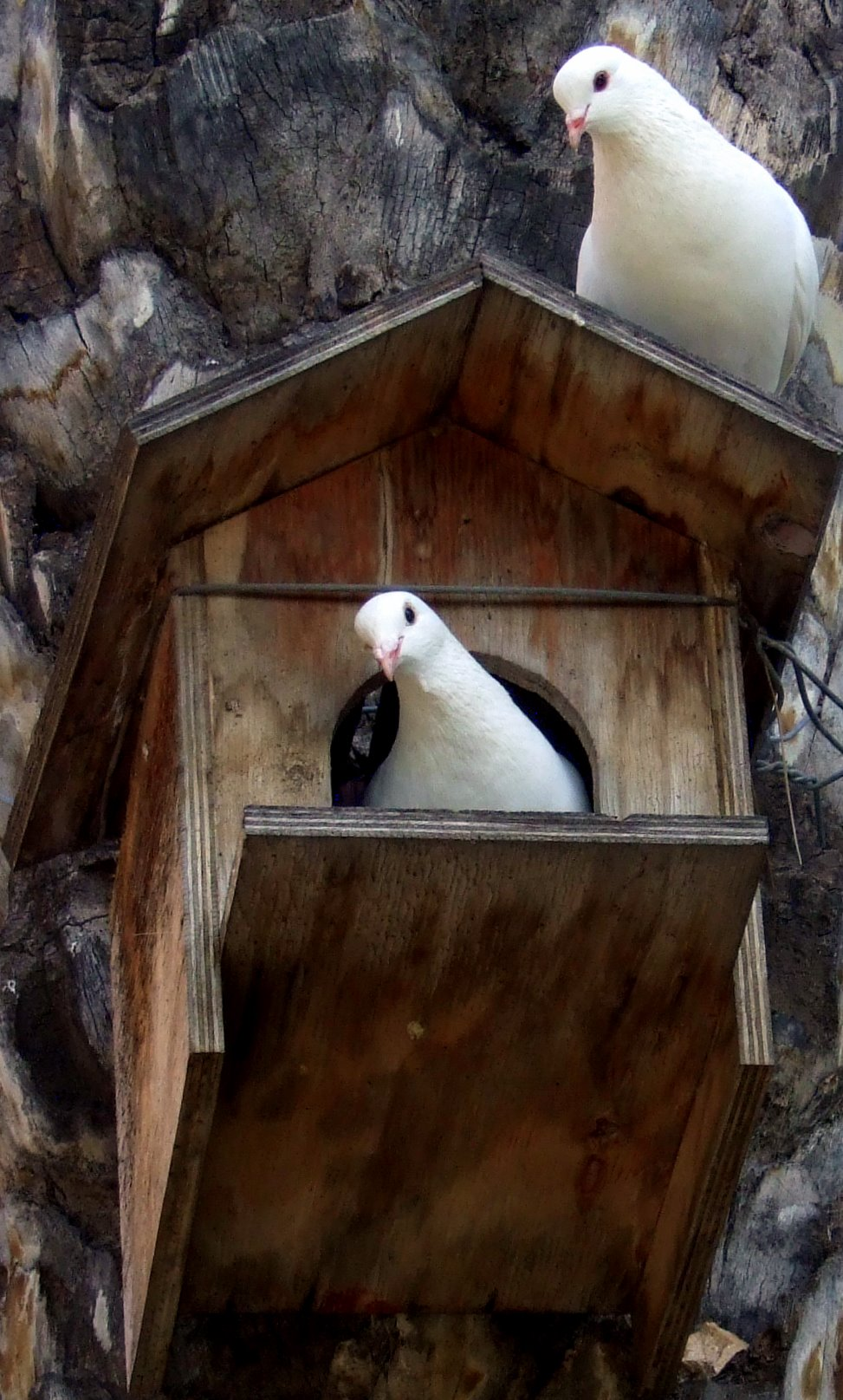
Taubenkasten mit weißen Stadttauben am Plaza de España in Águilas.